# Đớp ruồi xám tro
Đớp ruồi xám tro, tên khoa học Muscicapa caerulescens, là một loài chim trong họ Muscicapidae.